# کوگارچینو
کوگارچینو (انگلیسی: Kugarchino) یک شهرک در شهرستان کالتاسینسکی استان باشقیرستان کشور روسیه است.